# Trương Chí Hiền
Trương Chí Hiền (tiếng Trung: 张志贤, Teo Chee Hean; sinh ngày 27 tháng 12 năm 1954) là một chính trị gia người Singapore. Ông là một thành viên trong Đảng Hành động Nhân dân cầm quyền, hiện giữ chức Phó Thủ tướng, Bộ trưởng Nội vụ, Đồng bộ trưởng An ninh Quốc gia và Bộ trưởng chuyên trách công vụ viên. Ông từng giữ chức vụ Bộ trưởng Quốc phòng (2003–11), Bộ trưởng Giáo dục (1997–2003) và Bộ trưởng Môi trường (1996–97). Ông là một nghị viên Quốc hội Singapore từ năm 1992.
Trước khi tham gia chính trường, Trương Chí Hiền là một chuẩn đô đốc trong Hải quân Cộng hòa Singapore, và giữ chức Tư lệnh Hải quân Singapore trong giai đoạn 1991-92.

## Sự nghiệp
Trương Chí Hiền nhập ngũ Quân đội Singapore vào năm 1972 và nhận nhiệm vụ làm một sĩ quan hải quân tại Học viện Huấn luyện Quân đội Singapore (SAFTI) vào năm 1973. Ông giữ nhiều chức vụ tư lệnh và tham mưu trong Hải quân Cộng hòa Singapore và Bộ tổng tư lệnh. Trương Chí Hiền đảm nhiệm chức vụ Tư lệnh Hải quân Cộng hòa Singapore vào năm 1991 và được thăng cấp bậc Phó Đề đốc (sau được tái xác định là Chuẩn Đô đốc) vào tháng 7 năm 1991.
Ngày 7 tháng 12 năm 1992, Trương Chí Hiền rời Hải quân nhằm nỗ lực được bầu vào Quốc hội. Ông đắc cử làm nghị viên cho khu vực bầu cử Marine Parade trong bầu cử bổ sung vào ngày 19 tháng 12 năm 1992. Sau khi đắc cử, Trương Chí Hiền giữ chức Bộ trưởng Quốc vụ về Tài chính, Thông tin và Quốc phòng.
Tháng 4 năm 1995, Trương Chí Hiền được bổ nhiệm làm quyền Bộ trưởng Môi trường và Bộ trưởng Quốc vụ cao cấp về Quốc phòng. Trong tháng 1 năm 1996, ông được bổ nhiệm là Bộ trưởng Môi trường và Thứ trưởng Quốc phòng.
Trong tổng tuyển cử năm 1997, Trương Chí Hiền đắc cử làm nghị viên cho khu vực bầu cử Pasir Ris. Trong đợt cải tổ chính phủ sau đó, ông được bổ nhiệm làm Bộ trưởng Giáo dục và Thứ trưởng Quốc phòng.
Trong tổng tuyển cử năm 2001, Trương Chí Hiền đắc cử nghị viên cho khu vực bầu cử Pasir Ris-Punggol và được tái bổ nhiệm làm Bộ trưởng Giáo dục và Thứ trưởng Quốc phòng. Ngày 1 tháng 8 năm 2003, ông được bổ nhiệm làm Bộ trưởng Quốc phòng và Bộ trưởng chuyên trách công vụ viên.
Trong tổng tuyển cử năm 2006, Trương Chí Hiền tài đắc cử làm nghị viên cho khu vực bầu cử Pasir-Ris Punggol.
Ngày 26 tháng 3 năm 2009, Thủ tướng Lý Hiển Long bổ nhiệm Trương Chí Hiền là một trong hai phó thủ tướng, quyết định có hiệu lực từ ngày 1 tháng 4 năm 2009. Ông giữ chức phó thủ tướng đồng thời với chức vụ Bộ trưởng Quốc phòng và Bộ trưởng chuyên trách công vụ viên.
Trong tổng tuyển cử năm 2011, Trương Chí Hiền giành chiến thắng tại khu vực bầu cử Pasir Ris-Punggol.
Ngày 18 tháng 5 năm 2011, Trương Chí Hiền được bộ nhiệm làm Bộ trưởng Nội vụ và Đồng Bộ trưởng An ninh Quốc gia, ông vẫn giữ chức phó thủ tướng và Bộ trưởng chuyên trách công vụ viên.
Trong Đảng Hành động Nhân dân, Trương Chí Hiền là Trợ lý thứ nhất cho Bí thư trưởng trong Ban Chấp hành Trung ương.
Trương Chí Hiền giữ các vai trò lãnh đạo và cố vấn cho một số tổ chức thể thao tại Saingapore. Ông là Chủ tịch của Ủy ban Olympic Quốc gia Singapore, cũng là cố vấn cho Hiệp hội Thuyền rồng Singapore.

## Giáo dục
Trương Chí Hiền theo học tại Trường Saint Michael's và Học viện Saint Joseph's, nhận một học bổng tổng thống và học bổng quân đội vào năm 1973 để theo học tại Viện Khoa học và Công nghệ Đại học Manchester tại Anh Quốc. Ông tốt nghiệp với bằng cử nhân khoa học (bằng danh dự hạng nhất) về kỹ thuật điện và khoa học quản lý vào năm 1976. Sau đó, ông tiếp tục học tại Học viện Đế quốc Luân Đôn, có được bằng thạc sĩ khoa học về khoa học máy tính vào năm 1977. Năm 1986, Trương Chí Hiền hoàn thành bằng quản trị công tại Trường Chính phủ Kennedy thuộc Đại học Harvard.

## Gia đình
Trương Chí Hiền kết hôn với Chu Mỹ Âm, bà tốt nghiệp với bằng cử nhân khoa học (bằng danh dự) ngày hóa sinh từ Viện Khoa học và Công nghệ Đại học Manchester vào năm 1977. Bà là giám đốc của một công ty tư vấn kinh doanh và giảng dạy bán thời gian về quản trị tiếp thị tại Trường Quản trị Kinh doanh thuộc Học viện Bách khoa Nam Dương. Hai người có một con trai và một con gái.